# Carrasqueño
Carrasqueño är en ort i Mexiko.   Den ligger i kommunen La Barca och delstaten Jalisco, i den centrala delen av landet, 400 km väster om huvudstaden Mexico City. Carrasqueño ligger 1 552 meter över havet och antalet invånare är 197.
Terrängen runt Carrasqueño är platt söderut, men norrut är den kuperad. Runt Carrasqueño är det ganska tätbefolkat, med 179 invånare per kvadratkilometer. Närmaste större samhälle är Ocotlán, 16,3 km väster om Carrasqueño. Trakten runt Carrasqueño består till största delen av jordbruksmark.